# Chernóbil, la noche del fin del mundo
Chernóbil, la noche del fin del mundo es un documental español producido por Plural Entertainment presentado por el periodista y presentador de Milenio 3 (Cadena SER) y Cuarto Milenio (Cuatro), Iker Jiménez. 
La fecha del estreno del documental se hizo en los cines Yelmo Islazul en Madrid el 11 de junio de 2008.

## Detalles

### Cold open

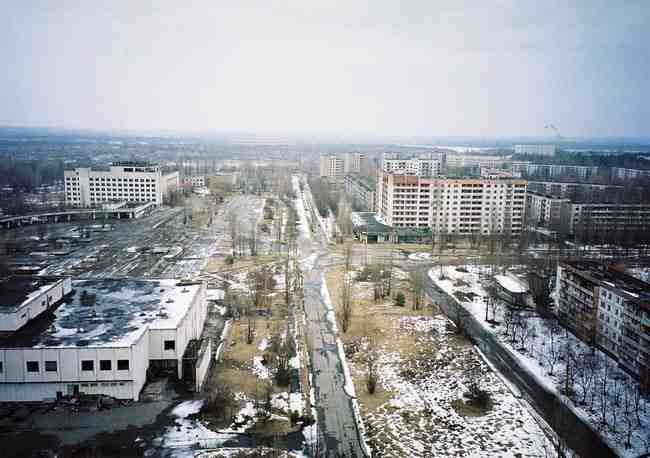
Localidad abandonada de Prípiat, cuyas imágenes se pueden ver en el cold open mediante vista aérea, foto tomada por Elena Filatova.

El documental, reportaje en sí, se inicia con un Cold open donde se ven imágenes de la ciudad abandonada de Prypiat (lo que hoy se conoce como zona de exclusión) desde una vista aérea, comentado por Iker Jiménez quien compara aquel desastre con el día del fin del mundo con desgarradoras imágenes de después a la catástrofe.
En el cold open se pueden ver imágenes características como lo es la noria que hubiese dado diversión a los niños para el 1 de mayo de no ser por la noche del 26 de abril de 1986, noche en que el reactor Nº 4 de Chernobil explotó.

### Noche del accidente
El 26 de abril de 1986, a la 01:23 hora local en Ucrania, la central nuclear estalló, liberando a la atmósfera una cantidad de energía 500 veces superior a la bomba que asoló Hiroshima y Nagasaki.
Tras la explosión, una fuerza luminosa similar al sol iluminó toda la ciudad y alrededores de Chernobil a lo largo de kilómetros en mitad de la noche; los vecinos que salieron al balcón de sus casas a presenciar aquella luz notaron una especie de lluvia sobre sus hombros, pero al tocarse, ninguno estaba humedecido sino que tenían más calor y les picaba la garganta; sin saberlo, estaban cayendo sobre ellos partículas subatómicas.

### Horas después

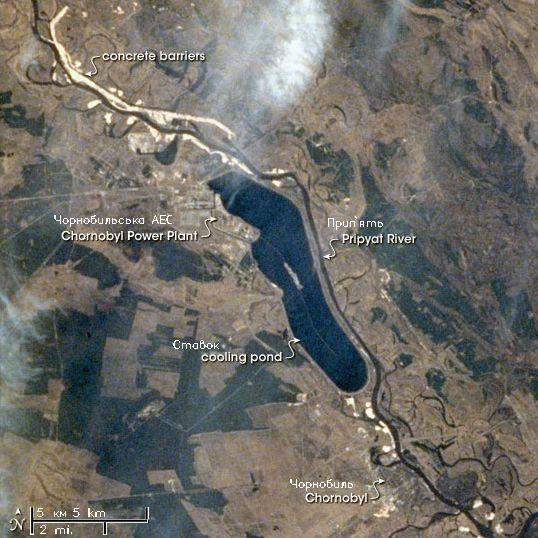
Área de Chernóbil. Tomada por la estación espacial rusa Mir en 1997.

La cantidad de material radiactivo liberado, unas 500 veces mayor que la liberada por la bomba atómica de Hiroshima, causó la muerte de 31 personas, forzó al gobierno de la antigua Unión Soviética a la evacuación de unas 135.000 personas y provocó una alarma internacional al detectarse radiactividad en diversos países de Europa.
En cuanto a nivel mundial, la nube radiactiva dio la vuelta al mundo en tres ocasiones.
El primer país en dar la voz de alerta fue Suecia, cuando en una de sus centrales se detectó altos niveles de radiactividad en las botas de un operario, tras localizar la procedencia del escape radiactivo, el gobierno soviético negó que estuviera pasando algo en una de sus centrales mientras varios voluntarios y bomberos luchaban contra el fuego desde hace 10 horas. El motivo para ocultar el grave suceso fue para que no cundiera el pánico entre la población civil sin saber que estaban viviendo bajo una constante lluvia atómica.

### Cadena de errores

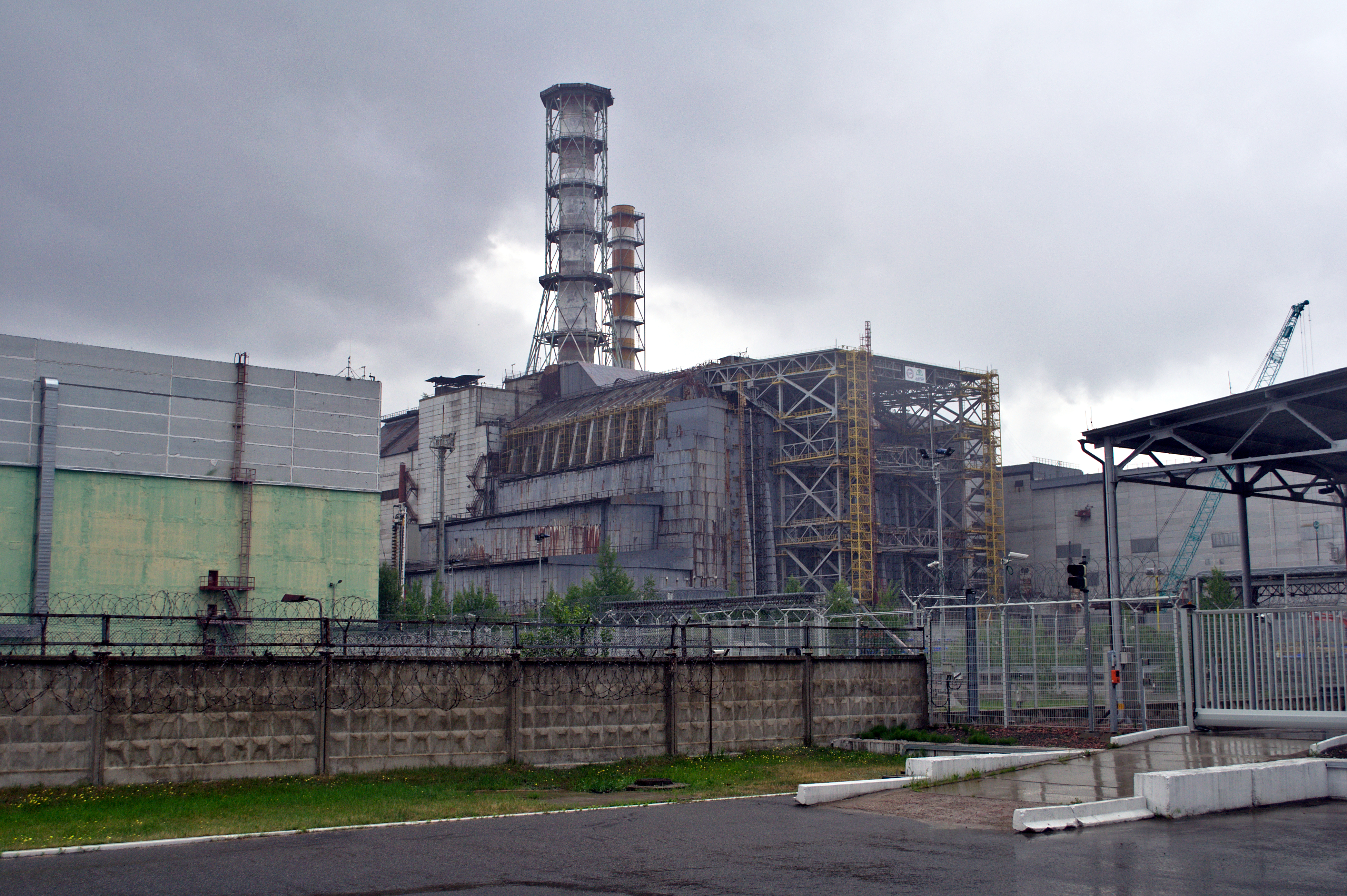
Reactor Nº 4 hoy en día.

Los elementos radiactivos se componen de tres franjas: los Rayos Alfa (no atraviesa ni el papel ni una carpeta), Beta (Atraviesa las partes del cuerpo sin que afecte a algunos órganos) y Gamma (elemento que atraviesa hasta el acero). Aquella noche, la central emitió rayos Gamma por doquier.
Según cuenta Jiménez, existen 110 versiones de lo sucedido y también que algunas instituciones gubernamentales ocultan información sobre los errores y negligencias ocurridas a esa hora.
Aquella noche, se iba a efectuar un experimento de seguridad, el cual consistía en aprovechar el movimiento de rotación de los alternadores con el sistema al mínimo rendimiento. El núcleo de la central es un modelo soviético RBMK-1000 con un cilindro robusto de 14 cm de diámetro, dentro hay barras de grafito y dentro de cada una de ellas se encuentra el combustible nuclear.
Los operarios convencidos de la seguridad de la central, cometen una cadena de errores jamás explicada.
01:07 En el panel de control, tres operarios ven que empiezan a ocurrir una serie de anomalías, de pronto empiezan a oír como unos golpes fuertes del núcleo, a pesar de ello, siguen adelante con el experimento para aprovechar al máximo la energía eléctrica.
01:22 La situación empieza a agravarse, por una corteza de cubos metálicos, ven como sale una nube rojiza, el gas del que se compone la "nube" es el Xenón, un gas muy pesado y que puede arruinar la fisión nuclear por su combinación oxidativa con oxígeno. Tras presenciar el evento, los trabajadores discuten sobre que hacer sin saber como solucionar el problema. Una solución era, apretar el botón de abortamiento de la operación pero no lo hicieron.
01:23 Los golpes comienzan a intensificarse y empieza a cundir el pánico, como medida, se ordena bajar el sistema de barras de grafito, el objetivo era, reducir la energía que allí abajo se estaba formando: esas barras tienen la propiedad de secuestrar las partículas liberadas de la fisión nuclear y evitar nuevas fisiones (la reacción en cadena) y así regular la energía que se libera. Al final pulsan el botón de abortar pero no responde.
01:24 Se escucha una gran explosión, todos los bloques, de 300 kilos cada uno saltan por los aires, la intensidad de la explosión hizo que surgiera una luminosidad como la de un sol a medianoche.
Los elementos que contaminaron Chernobil se componen de:
- Yodo 131; (131I) 8 días
- Cesio 137 (137Cs) 30 años
- Estroncio 90 (90Sr) 90 años
- Xenón 133 (133Xe) 6 siglos
- Plutonio 239 (239Pu) 24.000 años

La central queda prácticamente a oscuras, los supervivientes de la explosión al salir al exterior comienzan a sentir mareos y náuseas y ven como sus pieles han oscurecido. Tras ser trasladados al hospital de Pripiat, muchos murieron tras una larga agonía, otros tenían los órganos prácticamente disueltos.

### El descubrimiento de los Rayos X
Iker Jiménez explica que hace 100 años cuando Wilhelm Röntgen descubrió la radiactividad mientras trabajaba en su laboratorio en 1895 experimentando con rayos catódicos a través de un tubo envuelto en papel negro y con la estancia a oscuras, de pronto presencia como una luz verdosa y fluorescente atraviesa la habitación, la luz es capaz de atravesar su brazo y ver sus huesos.
Röntgen deduce que es una energía desconocida para el hombre y le puso de nombre "Rayos Incógnita" o lo que es lo mismo, Rayos X. Posteriormente recibiría el premio Nobel de física por su descubrimiento. 
En su honor, se puso su nombre a la medida clásica para medir una dosis de radiactividad.

### Igor Kostin
A las 04:30 del día 26 de abril, suena el teléfono de Igor Kostin, entonces, fotógrafo de la agencia Novosti, un piloto militar le informa de que se ha producido un incendio en Chernobil.
Al mediodía, desde un MI8, presencia el resultado devastador de la explosión enfocando su objetivo con la cámara, tras disparar 20 veces, la máquina se bloquea y detiene su labor.
Pronto, desde el helicóptero, empiezan a sentirse mareados desconociendo que vuelan sobre una nube de gases radiactivos.
Al revelar el carrete, Kostin averigua que todas las imágenes están veladas salvo una por efecto de la contaminación.

### Los liquidadores
El gobierno soviético optó por varios grupos de hombres a que combatieran la radiación e intentarán extinguir el fuego tan solo ataviados  con mandiles de plomo y mascarillas de flor, conocidas también como morro de cerdo por la forma que tenía y las llagas que producían en la cara. Los que se ofrecían voluntarios mientras que otros eran reclutados se dirigían a una muerte segura sin saber a lo que se enfrentaban. 
Aquellos hombres disponían de turnos de 3 minutos, ya que el equipo de plomo no protegía de la radiación y se seguían notando las convulsiones. Su trabajo consistía en arrojar los escombros al agujero de donde emanaba la radiactividad, el gobierno les prometió una enorme recompensa (multiplicada por 6), los hombres aceptaron encantados el acuerdo, a muchos soldados se les ofrecía el terminar su carrera militar a cambio de hacer esta faena y encontrarse con el uranio y el plutonio.
Su trabajo se vio recompensado con varios memoriales por toda la zona muerta.

### Apocalipsis de San Juan

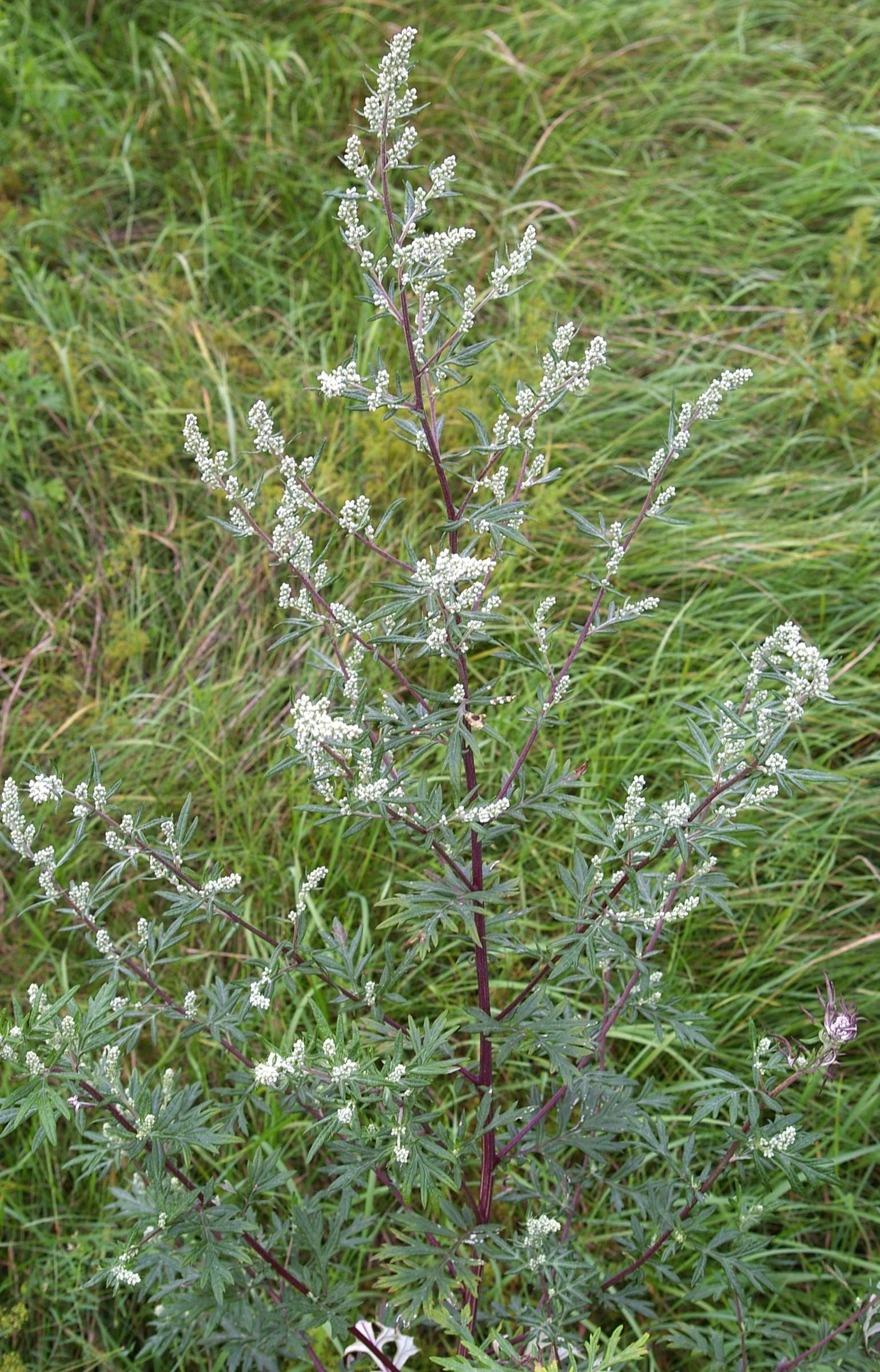
Altamisa.

Iker Jiménez relaciona el desastre de Chernóbil con el texto del Apocalipsis de san Juan:

Y el tercer ángel tocó su trompeta, y cayó del cielo una estrella ardiente como una luz, y esa estrella es Ajenjo, y cayó sobre la tercera parte de las aguas y las tierras y fueron estas aguas amargas y mucha gente murió por esa agua amarga.
Rev 8:10-11

En el documental, Jiménez muestra a los televidentes una rama de ajenjo, la planta en que se basó el autor del Apocalipsis para dar nombre a la estrella mortal. Da la casualidad de que Chernóbil significa ajenjo en ruso, al menos una de sus variedades: el genérico ajenjo es polyn (полын) en ruso, pero Chernóbil (Чорнобиль) es una variedad de ajenjo muy común en la zona, por lo que se le otorgó ese nombre a la ciudad. Otra interpretación es el nombre en ucraniano: Chornobil, donde chorno significa «negro» y bil es «pasto», lo que significaría «pasto negro».

## Música de inicio
Al Cold open, le sigue la canción Gortoz a Ran (Espero, en español) interpretada por Denez Prigent y Lisa Gerrard.